# Dositeo de Palestina
Dositeo de Palestina, (en griego Dositheou) fue un monje palestino del siglo VI, venerado como santo por las iglesias católica, ortodoxa y copta. Se le considera patrón de Gaza y su celebración litúrgica está fijada en el 29 de febrero, por lo que en los años que no son bisiestos se recorre al 28.

## Hagiografía
Se sabe que Dositeo fue soldado cuando era joven, y, ya que Palestina se fusionó con Siria, sus habitantes pasaron a ser ciudadanos del Imperio Bizantino, y se podría creer que Dositeo fue un militar al servicio de Constantinopla.
Mientras estaba de campaña por el Getsemaní, según la tradición, halló una pintura sobre los tormentos del infierno, lo que lo hizo convertirse a la vida monacal, en su natal Gaza.
Fue discípulo del famoso Doroteo de Gaza, quien también es considerado patrón de Gaza.
- Datos: Q3037329